# Závoly
Závoly (Zăvoi), település Romániában, a Bánságban, Krassó-Szörény megyében.

## Fekvése
Karánsebestől északkeletre, a Bisztra folyó és a Hátszegi út mellett fekvő település.

## Története
Závoly nevét 1430-ban említette először oklevél Zaboly in d. Sebes néven.
1444-ben Zawoy in d. Karansebes, 1579-ben pedig már két Závoly nevű település is állt egymás mellett: Also-Zavoy és Felső-Zawoy néven.
1602-ben Zavoi, 1690-1700 között Zavoy, 1783-ban Szavoj, 1808-ban Szavoj (i) Savoja, 1888-ban Zavoi (Savoj, Szávoj), 1913-ban Závoly néven írták.
1430-ban Wolkzan fia Jánosnak és rokonainak birtoka volt, Zsigmond király utasítására ez évben a Csanádi káptalan, iktatta be a családot a sebesi kerületben fekvő Z a b o y, Bisztra, Waiszlova és Kröcsma birtokába.
1444-ben pedig I. Ulászló király Bizerei Miklósnak hadi érdemeiért – melyeket Hunyadi János idejében Erdélyben, Havasalföldön, Rácországban és Bolgárországban szerzett, és miután a törökök berohanása alatt a Szörénységben oklevelei elpusztultak – uj adományként adta a karánsebesi kerületben fekvő Zawy, Kusklya, mindkét Patak és Szilfa negyedrészét, valamint Bizerei Lászlónak, János fiának, Pataki Dénesnek Mátyás fiának és Pataki Lászlónak Dénes fiának és Szilfai Jánosnak János fiának a többi három részt, mindegyiknek az őt illető birtok arányában. Állítólag e birtokrészeket még Zsigmond és Albert királyok adományozásából kapták és azóta folytonosan birják. Később birtokosok voltak itt még a Pobora és más családok is.
1699-ben Zavuj már a királyi kincstár tulajdona, és az itteni kenézek a törvényszék előtt tanúvallomást tettek Macskási Péter érdemeinek elismerésére.
Az 1690-1700 évi összeírás  Zavoy-t a karánsebesi kerületben említette.
1779-ben Krassó megye újraalakításakor 1779. évben e település is a megyéhez csatoltatott, de a magyar helytartótanács 1783. április 10-ei rendelte alapján,
14 községet, köztük Szavojt is a megyétől elszakítva a végvidéki oláh–illír ezred területéhez kapcsolják.
1910-ben 499 lakosából 496 román volt. Ebből 496 görögkeleti ortodox volt.
A trianoni békeszerződés előtt Krassó-Szörény vármegye Karánsebesi járásához tartozott.

## Hivatkozások

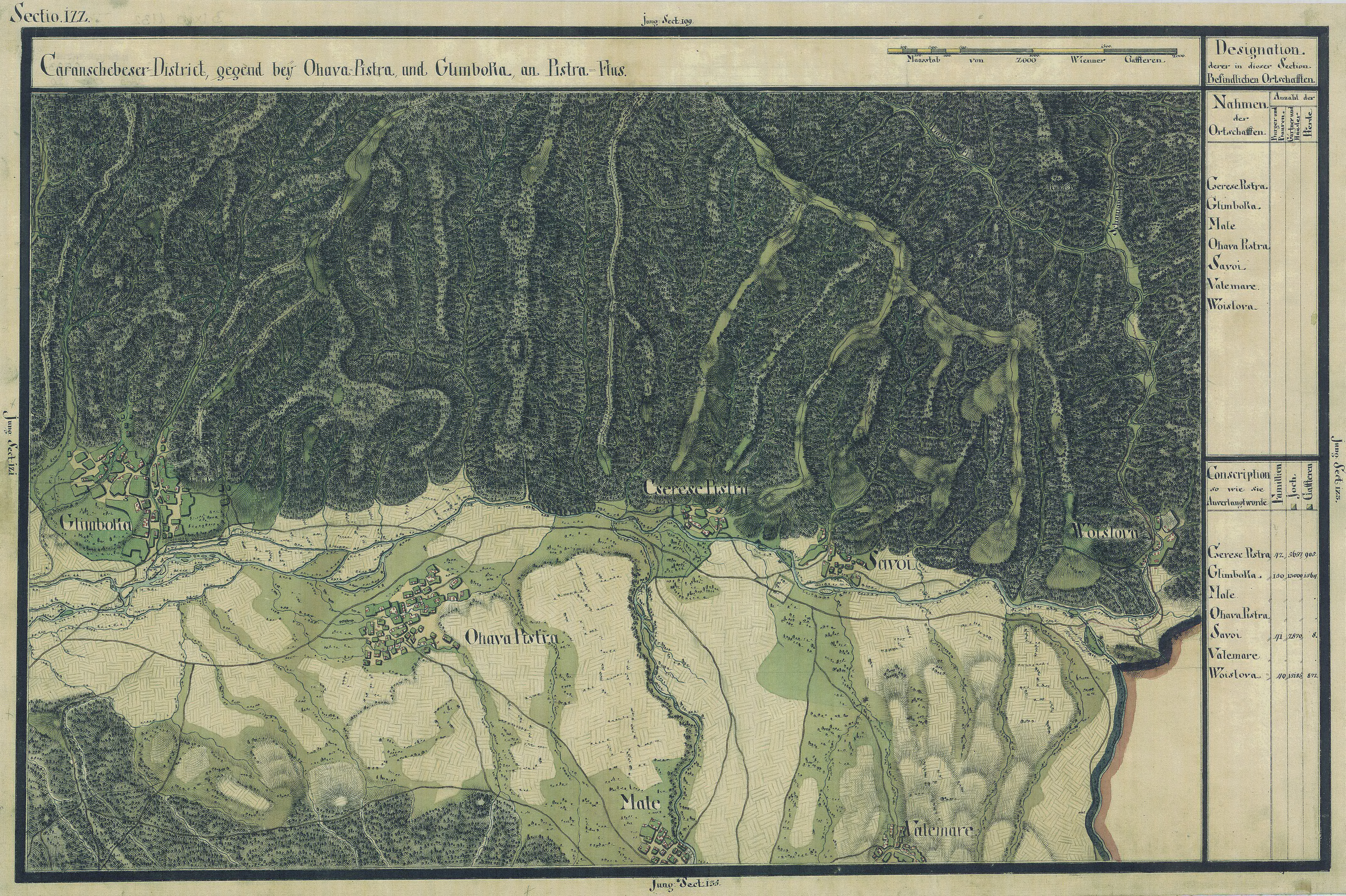
Závoly egy régi térképen